# Che tempo che fa
Che tempo che fa est une émission de télévision (débat télévisé) présentée par Fabio Fazio (it) sur Rai 3 du 13 septembre 2003 au 4 juin 2017 chaque samedi et dimanche soir de 20h10 à 21h30 et sur Rai 1 depuis le 24 septembre 2017 chaque dimanche soir à 20h35.
Fabio Fazio reçoit des personnalités politiques, artistes, chanteurs, acteurs, etc. En chaque fin d'émission l'humoriste italienne Luciana Littizzetto fait une chronique d'une douzaine de minutes sur les sujets d'actualité.
De 2003 à 2008, l'humoriste Maurizio Milani a participé à l'émission, comme polémiste.